# Médecine traditionnelle
Selon la définition officielle de l'OMS, la médecine traditionnelle « se rapporte aux pratiques, méthodes, savoirs et croyances en matière de santé qui impliquent l’usage à des fins médicales de plantes, de parties d’animaux et de minéraux, de thérapies spirituelles, de techniques et d’exercices manuels – séparément ou en association – pour soigner, diagnostiquer et prévenir les maladies ou préserver la santé ».
Dans les pays industrialisés, les adaptations de certaines pratiques de médecine traditionnelle sont nommées « complémentaires », « alternatives », « non conventionnelles », ou encore « parallèles », voire « pseudo-médecine » et font l'objet de controverse quant à leur nature non scientifique. D'autres ont été intégrées à la médecine conventionnelle.
L'OMS rappelle que l'usage inapproprié des médecines ou pratiques traditionnelles peut avoir des effets négatifs, voire dangereux.

## Importance de la médecine traditionnelle
En Afrique, Asie, Océanie et Amérique latine, différents pays font appel à la médecine traditionnelle :
- En Afrique, jusqu’à 80 % de la population a recours à la médecine traditionnelle pour les soins de santé primaires.

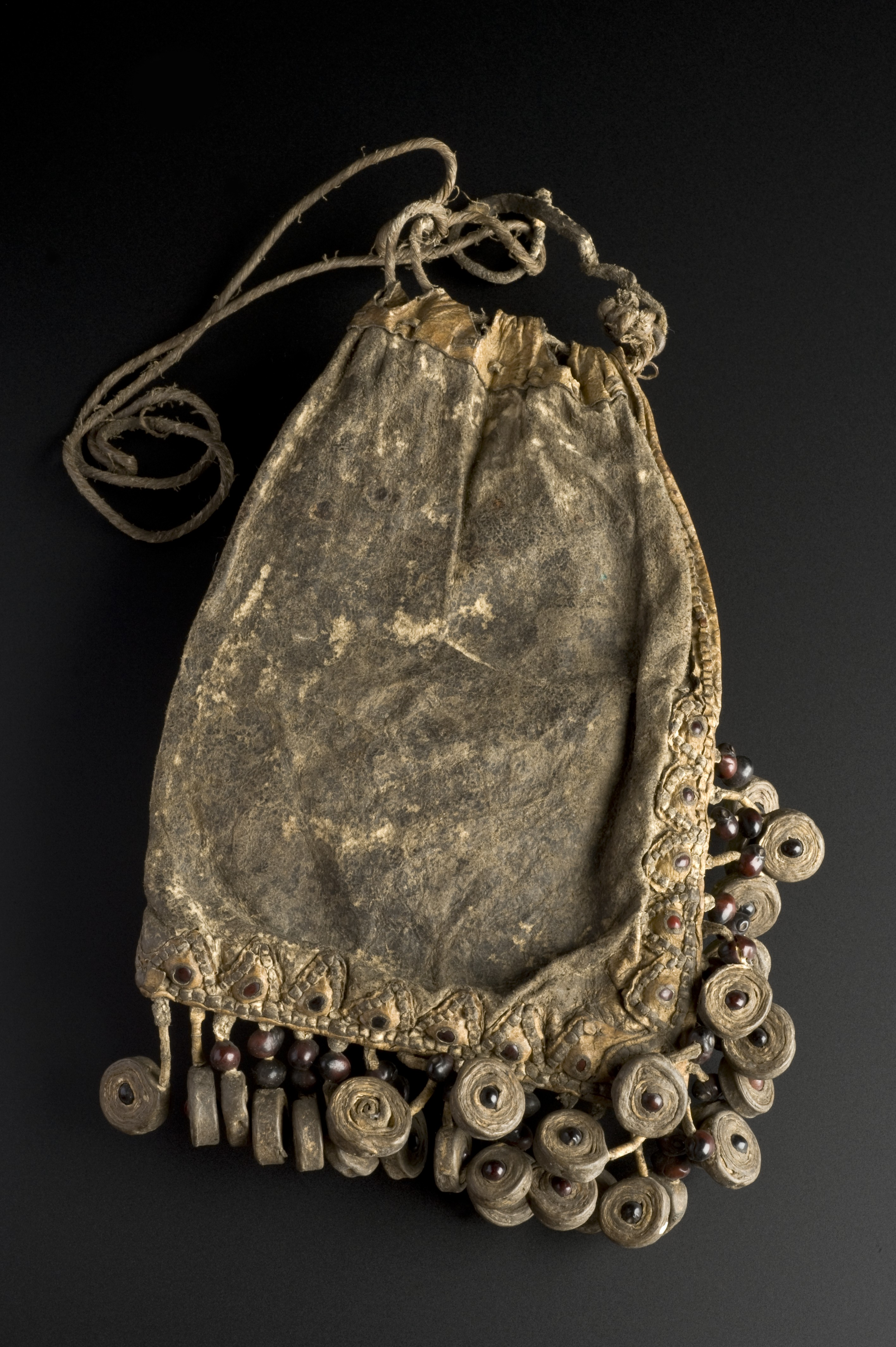
Sac de chaman (RDC)
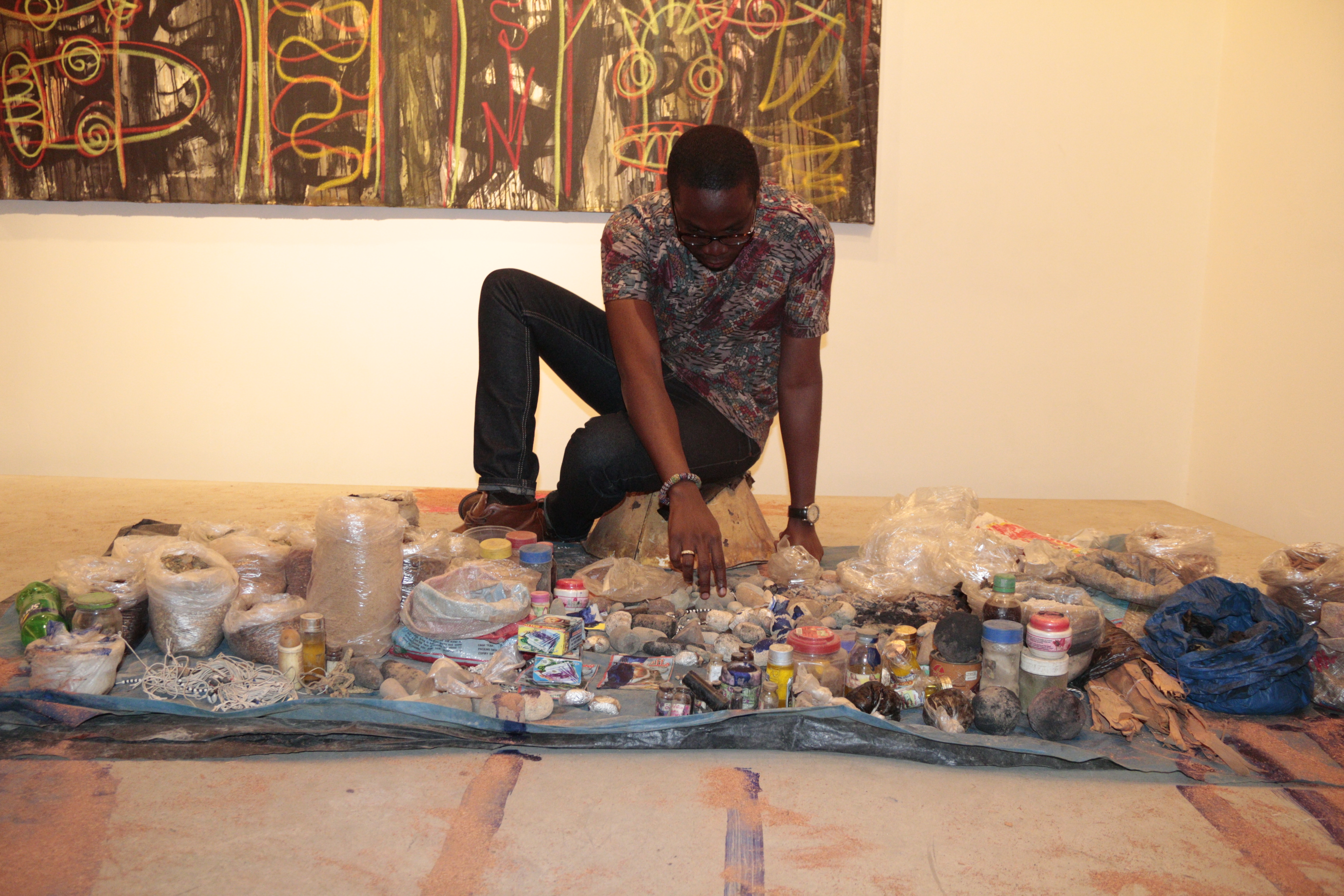
Assortiment de remèdes traditionnels (Côte d'Ivoire)
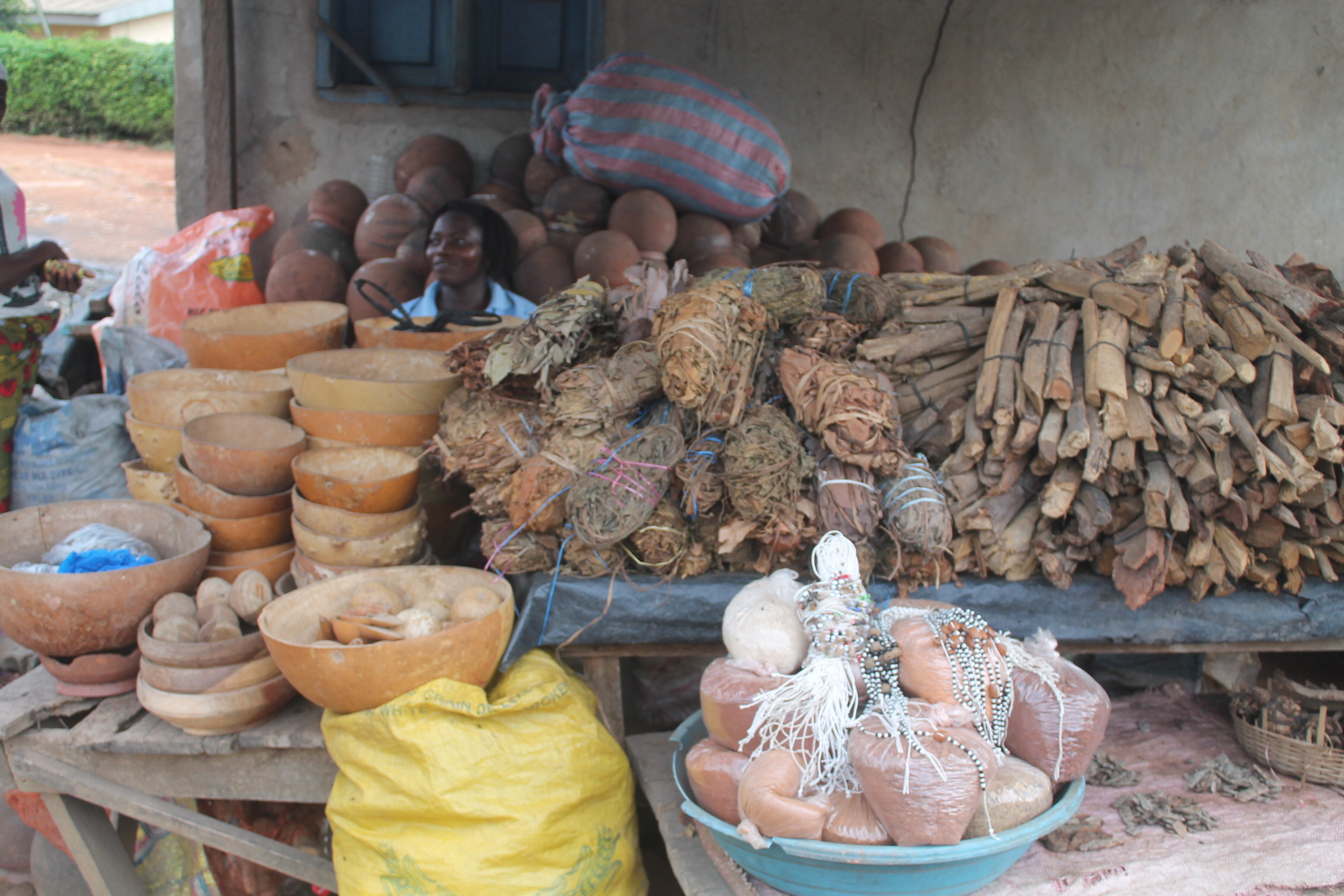
Remèdes traditionnels en vente à Aboisso (Côte d'Ivoire)

- En Chine, les préparations traditionnelles à base de plantes représentent entre 30 et 50 % de la consommation totale de médicaments (voir Médecine traditionnelle chinoise).